# グリーゼ625
グリーゼ625（AC 54 1646-56）とは、りゅう座の方向に存在する太陽系外惑星を持つ小さな赤色矮星である。グリーゼ625は、視差に基づいて太陽から21.1光年の距離に存在しているが、視線速度-13km/sで近づいている。肉眼では観測できないほど暗く、見かけの等級は10.13、絶対等級は11.06である。
グリーゼ625はM1.5Vのスペクトル分類を持つM型主系列星である。自転周期は約78日でゆっくりと自転しており、磁気活動レベルは低い。グリーゼ625の質量と大きさは太陽の約4分の1であり、金属含有量は太陽の大気中の存在量の40%である。有効温度は3,557ケルビンで、太陽光度のわずか1.5%を光球から放射している。

## 惑星系
2017年5月18日、HARPS-Nによってグリーゼ625の周囲を公転している惑星が検出された。惑星グリーゼ625b（AC 54 1646-56b）は、楽観的なハビタブルゾーンの内側の端を公転しており、液体の水を保持している可能性がある。恒星は静止している（X線放射とフレア率が低い）と見なされているため、グリーゼ625系からの電波放射は本質的にオーロラであり、短周期惑星からのものである可能性がある。これを確認するには、さらなる観測が必要である。
| 名称 （恒星に近い順） | 質量         | 軌道長半径 （天文単位） | 公転周期 (日) | 軌道離心率 | 軌道傾斜角 | 半径 |
| --------------------- | ------------ | ----------------------- | ------------- | ---------- | ---------- | ---- |
| b                     | 2.82±0.51 M⊕ | 0.078                   | 14.628±0.013  | —          | —          | —    |